# 圖塔 (博亞卡省)
圖塔是哥倫比亞的城鎮，位於該國東北部，由博亞卡省負責管轄，距離首府通哈26公里，始建於1776年6月4日，面積165平方公里，海拔高度2,431米，2005年人口8,823。
5°42′N 73°14′W / 5.700°N 73.233°W